# Prêmio Goya de melhor ator revelação

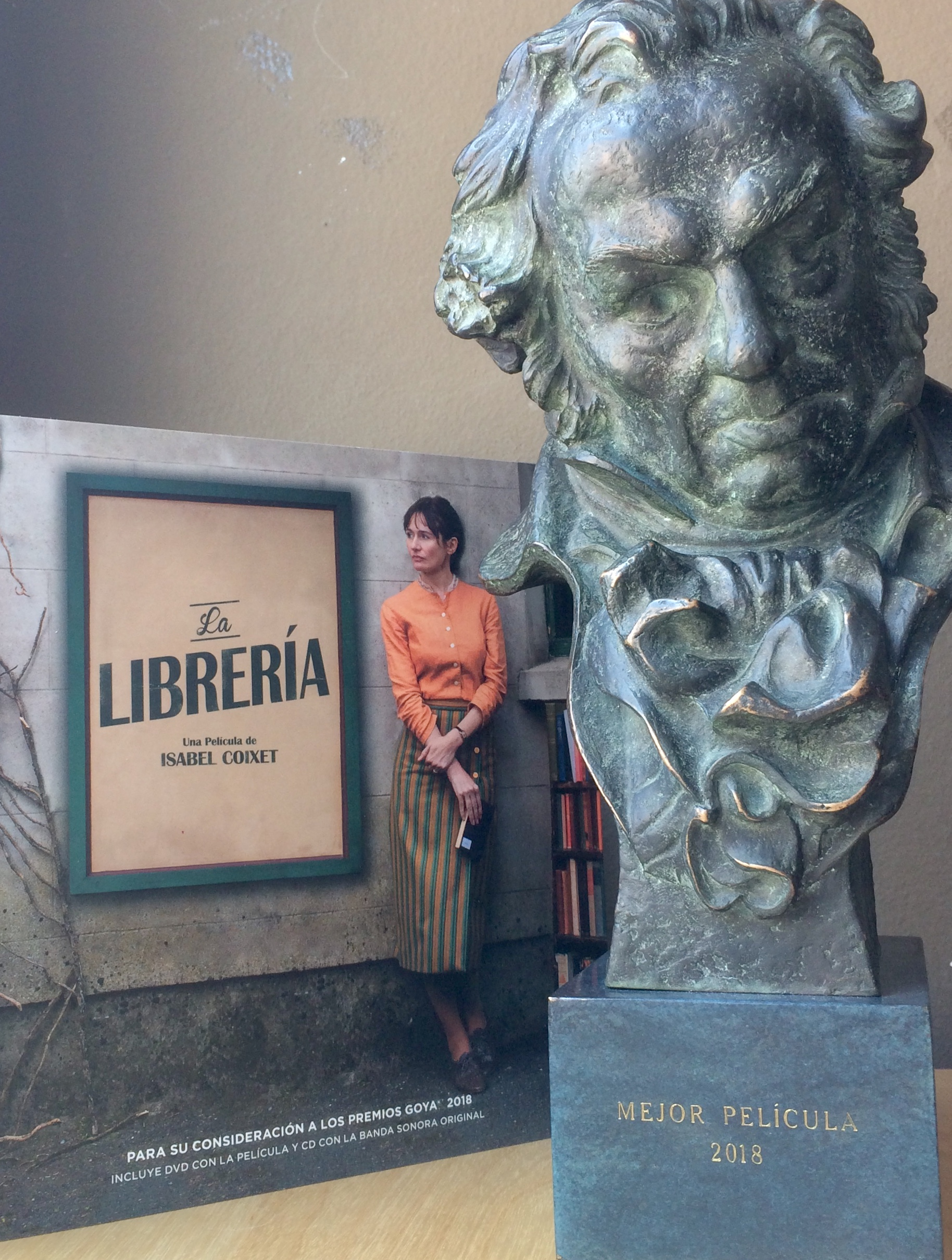
A imagem mostra o troféu Goya ao lado do material promocional de "La Librería," filme vencedor do prêmio Goya de Melhor Filme em 2018. No entanto, essa imagem não está diretamente relacionada ao prêmio de Melhor Ator Revelação, mas sim ao sucesso do filme no Goya.

O Prêmio Goya para Melhor Ator Revelação (Espanhol: Premio Goya al mejor actor revelación) é um dos Prêmios Goya, outorgados anualmente pela Academia das Artes e Ciências Cinematográficas da Espanha. É entregue desde 1995, sendo o ator Saturnino García o primeiro a recebê-lo. Desde 2011, os candidatos para qualquer categoria de interpretação (incluindo a de melhor ator revelação) devem ser maiores 16 anos.

## Vencedores e indicados

### Década de 1990
| Ano  | Vencedor e indicados | Filme                                  | Personagem    |
| ---- | -------------------- | -------------------------------------- | ------------- |
| 1995 | Saturnino García     | Justino, un asesino de la tercera edad | Justino       |
| 1995 | Coque Malla          | Todo es mentira                        | Pablo         |
| 1995 | Pepón Nieto          | Días contados                          | Ugarte        |
| 1996 | Santiago Segura      | El día de la bestia                    | José María    |
| 1996 | Juan Diego Botto     | Historias del Kronen                   | Carlos        |
| 1996 | Carlos Fuentes       | Antártida                              | Rafa          |
| 1997 | Fele Martínez        | Tesis                                  | Chema         |
| 1997 | Emilio Buale         | Bwana                                  | Ombasi        |
| 1997 | Liberto Rabal        | Tranvía a la Malvarrosa                | Manuel        |
| 1998 | Andoni Erburu        | Secretos del corazón                   | Javi          |
| 1998 | Manuel Manquiña      | Airbag                                 | Pazos         |
| 1998 | Fernando Ramallo     | Carreteras secundarias                 | Felipe        |
| 1999 | Miroslav Táborský    | La niña de tus ojos                    | Václav Passer |
| 1999 | Ernesto Alterio      | Los años bárbaros                      | Jaime         |
| 1999 | Javier Cámara        | Torrente, el brazo tonto de la ley     | Rafi          |
| 1999 | Tristán Ulloa        | Mensaka                                | Javi          |

### Década de 2000
| Ano  | Vencedor e indicados   | Filme                      | Personagem            |
| ---- | ---------------------- | -------------------------- | --------------------- |
| 2000 | Carlos Álvarez-Nóvoa   | Solas                      | O Vizinho             |
| 2000 | Eduard Fernández       | Los lobos de Washington    | Miguel                |
| 2000 | Manuel Lozano          | La lengua de las mariposas | Moncho                |
| 2000 | Luis Tosar             | Flores de otro mundo       | Damián                |
| 2001 | Juan José Ballesta     | El Bola                    | El Bola               |
| 2001 | Javier Batanero        | Leo                        | Salva                 |
| 2001 | Jordi Vilches          | Krámpack                   | Nico                  |
| 2001 | Pablo Carbonell        | Obra maestra               | Carolo Suárez Perales |
| 2002 | Leonardo Sbaraglia     | Intacto                    | Tomás                 |
| 2002 | Biel Durán             | Más pena que gloria        | David                 |
| 2002 | James Bentley          | Os Outros                  | Nicholas Stewart      |
| 2002 | Rubén Ochandiano       | Silencio roto              | Sebas                 |
| 2003 | José Ángel Egido       | Los lunes al sol           | Lino                  |
| 2003 | Roberto Enríquez       | El alquimista impaciente   | Rubén Bevilacqua      |
| 2003 | Carlos Iglesias        | El caballero Don Quijote   | Sancho Pança          |
| 2003 | Guillermo Toledo       | El otro lado de la cama    | Pedro                 |
| 2004 | Fernando Tejero        | Días de fútbol             | Serafín               |
| 2004 | Óscar Jaenada          | Noviembre                  | Alfredo               |
| 2004 | Víctor Clavijo         | El regalo de Silvia        | Mateo                 |
| 2004 | Juan Sanz              | La vida mancha             | Fito                  |
| 2005 | Tamar Novas            | Mar adentro                | Javi                  |
| 2005 | José Luis García Pérez | Cachorro                   | Pedro                 |
| 2005 | Nilo Mur               | Héctor                     | Héctor                |
| 2005 | Jorge Roelas           | Tiovivo c. 1950            | Montesinos            |
| 2006 | Jesús Carroza          | 7 vírgenes                 | Richi                 |
| 2006 | Luis Callejo           | Princesas                  | Manuel                |
| 2006 | Pablo Echarri          | El método                  | Ricardo               |
| 2006 | Álex González          | Segundo asalto             | Ángel                 |
| 2007 | Quim Gutiérrez         | AzulOscuroCasiNegro        | Jorge                 |
| 2007 | Alberto Amarilla       | El camino de los ingleses  | Miguelito             |
| 2007 | Javier Cifrián         | El próximo Oriente         | Caín                  |
| 2007 | Walter Vidarte         | La noche de los girasoles  | Amós                  |
| 2008 | José Luis Torrijo      | La soledad                 | Pedro                 |
| 2008 | Óscar Abad             | El prado de las estrellas  | Martín                |
| 2008 | Gonzalo de Castro      | La torre de Suso           | Fernando              |
| 2008 | Roger Príncep          | O Orfanato                 | Simón                 |
| 2009 | El Langui              | El truco del manco         | Cuajo                 |
| 2009 | Luis Bermejo           | Una palabra tuya           | Padre Lorenzo         |
| 2009 | Álvaro Cervantes       | El juego del ahorcado      | David                 |
| 2009 | Martín Rivas           | Los girasoles ciegos       | Lalo                  |

### Década de 2010
| Ano  | Vencedor e indicados | Filme                                  | Personagem               |
| ---- | -------------------- | -------------------------------------- | ------------------------ |
| 2010 | Alberto Ammann       | Cela 211                               | Juan Oliver              |
| 2010 | Fernando Albizu      | Gordos                                 | Andrés                   |
| 2010 | Gorka Otxoa          | Pagafantas                             | Chema                    |
| 2010 | Pablo Pineda         | Yo, también                            | Daniel                   |
| 2011 | Francesc Colomer     | Pa negre                               | Andreu                   |
| 2011 | Juan Carlos Aduviri  | También la lluvia                      | Daniel / Atuey           |
| 2011 | Manuel Camacho       | Entrelobos                             | Marcos Rodríguez Pantoja |
| 2011 | Oriol Vila           | Todas las canciones hablan de mí       | Ramiro                   |
| 2012 | Jan Cornet           | La piel que habito                     | Vicente                  |
| 2012 | Marc Clotet          | La voz dormida                         | Paulino                  |
| 2012 | José Mota            | La chispa de la vida                   | Roberto Gómez            |
| 2012 | Adrián Lastra        | Primos                                 | José Miguel              |
| 2013 | Joaquín Núñez        | Grupo 7                                | Mateo                    |
| 2013 | Àlex Monner          | Els nens salvatges/Los niños salvajes  | Àlex                     |
| 2013 | Emilio Gavira        | Branca de Neve                         | Jesusín                  |
| 2013 | Tom Holland          | O Impossível                           | Lucas Bennett            |
| 2014 | Javier Pereira       | Stockholm                              | Él                       |
| 2014 | Patrick Criado       | La gran familia española               | Efraín Montero           |
| 2014 | Hovik Keuchkerian    | Alacrán enamorado                      | Pedro                    |
| 2014 | Berto Romero         | 3 bodas de más                         | Pedro                    |
| 2015 | Dani Rovira          | Ocho apellidos vascos                  | Rafa                     |
| 2015 | David Verdaguer      | 10.000 km                              | Sergi                    |
| 2015 | Jesús Castro         | El Niño                                | Niño                     |
| 2015 | Israel Elejalde      | Magical Girl                           | Alfredo                  |
| 2016 | Miguel Herrán        | A cambio de nada                       | Darío                    |
| 2016 | Fernando Colomo      | Isla Bonita                            | Fernando                 |
| 2016 | Álex García          | La novia                               | Leonardo                 |
| 2016 | Manuel Burque        | Requisitos para ser una persona normal | Borja                    |
| 2017 | Carlos Santos Rubio  | El hombre de las mil caras             | Luis Roldán              |
| 2017 | Ricardo Gómez        | 1898: Los últimos de Filipinas         | Soldado José             |
| 2017 | Rodrigo de la Serna  | Cien años de perdón                    | Uruguayo                 |
| 2017 | Raúl Jiménez         | Tarde para la ira                      | Juanjo                   |
| 2018 | Eneko Sagardoy       | Handia                                 | Miguel Joaquín Eleizegi  |
| 2018 | Pol Monen            | Amar                                   | Carlos                   |
| 2018 | Eloi Costa           | Pieles                                 | Cristian                 |
| 2018 | Santiago Alverú      | Selfie                                 | Bosco                    |
| 2019 | Jesús Vidal          | Campeones                              | Marín                    |
| 2019 | Carlos Acosta        | Yuli                                   | Carlos Acosta            |
| 2019 | Moreno Borja         | Carmen y Lola                          | Paco                     |
| 2019 | Francisco Reyes      | El reino                               | Alvarado                 |

### Década de 2020
| Ano  | Vencedor e indicados | Filme                   | Personagem       |
| ---- | -------------------- | ----------------------- | ---------------- |
| 2020 | Enric Auquer         | Quien a hierro mata     | Kike             |
| 2020 | Nacho Sánchez        | Diecisiete              | Ismael           |
| 2020 | Vicente Vergara      | La trinchera infinita   | Gonzalo          |
| 2020 | Santi Prego          | Mientras dure la guerra | Francisco Franco |